# Área metropolitana de Ciudad del Este
Se denomina Gran Ciudad del Este a la conurbación de la localidad paraguaya de Ciudad del Este con 3 localidades adyacentes del departamento de Alto Paraná, al norte, sur y oeste de la misma (al este limitada por el Río Paraná y su frontera con el Brasil).
El Gran Ciudad del Este es la segunda aglomeración urbana de Paraguay en cuanto a población se refiere (con más de medio millón de habitantes), siendo la aglomeración del Gran Asunción la más poblada del país. Es una de las zonas de Paraguay con más crecimiento urbano en los últimos tiempos. Conforma igualmente un área metropolitana trinacional con la ciudad de Foz do Iguaçu (Brasil) y Puerto Iguazú (Argentina), de cerca de 1 millón de habitantes.

## Distritos

### Conurbano esteño
| N.º | Distrito          | Área (km²) | Población (2022) |
| --- | ----------------- | ---------- | ---------------- |
| 1   | Ciudad del Este   | 149        | 325.819          |
| 2   | Presidente Franco | 122        | 88.744           |
| 3   | Hernandarias      | 748        | 83.285           |
| 4   | Minga Guazú       | 489        | 81.072           |
|     | Total Gran CDE    | 1.508      | 578.920          |

### Conurbano trinacional
Conforma igualmente un área metropolitana trinacional con la ciudad de Foz do Iguaçu (Brasil) y Puerto Iguazú (Argentina), de cerca de 1 millón de habitantes, pues están separadas apenas por el río Paraná, conectadas a través del Puente Internacional de la Amistad, el Puente Internacional de la Integración y el Puente Internacional de la Fraternidad.
| N.º | Distrito                    | Población                   |
| --- | --------------------------- | --------------------------- |
| 1   | Ciudad del Este             | 578.920 (2022 INE/PY)       |
| 2   | Foz de Iguazú               | 285.415 (est. 2020 IBGE/BR) |
| 3   | Puerto Iguazú               | 99.838 (2022 INDEC/AR)      |
|     | Total conurbano trinacional | 964.183                     |

## Transportes y comunicaciones

### Aeropuertos
En el distrito de Minga Guazú, se encuentra el Aeropuerto Internacional Guaraní, el segundo más importante del país. Esta terminal aérea solo tiene como destinos a Asunción, Buenos Aires y São Paulo.
En el distrito de Hernandarias, se encuentra el Aeropuerto de la Itaipú Binacional, es un aeropuerto privado y está construido por la Itaipú Binacional. Esta terminal aérea no tiene destinos internacionales, aunque siempre van y vienen aviones de todos lados del Paraguay y a veces aviones que llegan del extranjero. 

### Terminales de buses
La Terminal de Buses de Ciudad del Este está ubicada al costado del Estadio Antonio Aranda, tercer estadio más importante del país. Esta terminal ofrece servicios a muchas ciudades de Paraguay y también a nivel Internacional.

### Red vial
Algunas de las vías más importantes de esta área metropolitana son:
- Ruta PY02

Es la ruta que une Ciudad del Este con la capital del país Asunción.
- Ruta PY06

Esta ruta une el Gran CDE con la capital del departamento de Itapúa, Encarnación. Esta vía parte desde la ciudad de Minga Guazú.
- Ruta PY07

Desde su inicio en Capitán Meza, corta la Ruta PY-02 en el kilómetro 4 (CDE-ASU), en dirección a Salto del Guairá.
- Puente Internacional de la Amistad

El Puente de la Amistad comunica Ciudad del Este con la ciudad brasilera de Foz do Iguaçu, en donde sigue con el nombre de BR-277.